# Manapa
Manapa ist ein osttimoresischer Suco im Verwaltungsamt Cailaco (Gemeinde Bobonaro).

## Geographie

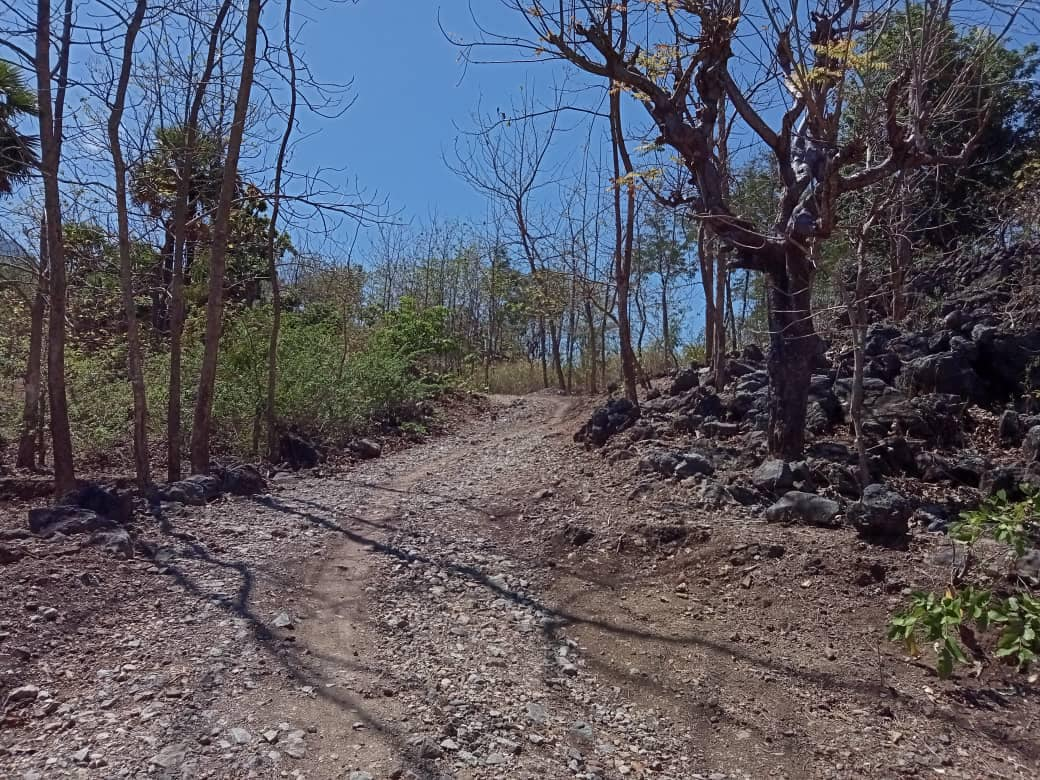
In der Aldeia Lugululi

Der Suco Manapa liegt im Südwesten des Verwaltungsamts Cailaco. Nördlich liegt der Suco Meligo und östlich die Sucos Atudara und Raiheu. Im Süden und Westen grenzt Manapa an das Verwaltungsamt Maliana mit seinem Suco Ritabou. Einen Großteil der Grenze zu Ritabou wird vom Fluss Bulobo gebildet. Nur im Nordwesten reicht ein schmaler Streifen Manapas über den Fluss nach Norden. Mehrere Zuflüsse münden in den Bulobo. Der südliche Grenzfluss Biusosso, der nördliche Grenzfluss Nakere und der Fluss Karbau. Manapa hat eine Fläche von 20,19 km² und teilt sich in die drei Aldeias Lugululi, Tapomeak (Tapo Meac) und Tatelori (Tate Lori). Tapomeak besteht dabei aus der Exklave westlich des Bulobo, während Lugululi einen dünnen Streifen entlang der Süd- und Ostgrenze bildet und der Großteil des Territoriums an Tatelori fällt. Wo die drei Sucos Raiheu, Atudara und Manapa aufeinandertreffen, liegt der Gipfel des Leolaco (Lage), mit 1913 m höchster Berg Cailacos und durch seine langgezogene Form und steile Klippen sehr auffällig.
Der Sitz des Sucos befindet sich in Samutaben (Aldeia Tapomeak), das an der Überlandstraße von Maliana nach Hatolia Vila liegt. Hier führt eine Brücke über den Bulobo nach Meligo. Nur kleine Straßen führen in den Westen des Territoriums östlich des Bulobo. Hier liegen die Dörfer Manapaatas (Manapaataz), Roetete und Acubira. In Roetete und Samutaben gibt es Grundschulen, in Samutaben eine Kirche und in Acubira eine medizinische Station.

## Einwohner
Im Suco leben 1.222 Einwohner (2022), davon sind 633 Männer und 589 Frauen. Im Suco gibt es 219 Haushalte. Fast 80 % der Einwohner geben Kemak als ihre Muttersprache an. Etwas mehr als 20 % sprechen Tetum Prasa.

## Geschichte
Auch in Manapa kam es im Umfeld des osttimoresischen Unabhängigkeitsreferendums 1999 zu Gewalttaten.
Zwischen den 14. und 19. April zwangen indonesische Soldaten und Milizionäre die Einwohner von Manapa in ein Camp in der Aldeia Tapomeak zu gehen. Die meisten Männer waren zu diesem Zeitpunkt bereits aus Manapa geflohen. Am 18. April brannten Milizionäre in Samutaben Häuser von Unabhängigkeitsbefürwortern nieder. Am 19. April 1999 begannen Mitglieder der Dadarus Merah Putih die Häuser in Manapa niederzubrennen. Die zwei Befürworter der Unabhängigkeit Armando Berlaku Soares und Antonio Basilio wurden von DMP-Milizionären ermordet. Am 18. August griffen Mitglieder der pro-indonesischen Miliz Besi Merah Putih erneut Bewohner in Manapa an und zerstörten 15 Häuser. Etwa 80 Einwohner flohen nach Maliana.

## Politik
Bei den Wahlen von 2004/2005 wurde Agustinho Soares zum Chefe de Suco gewählt. Bei den Wahlen 2009 gewann Zeferino Soares Lemos und 2016 Zeferino Loco Bere. Er wurde 2023 wiedergewählt.